# Maksym Rudenko
Maksym Rudenko (ukrainisch Максим Руденко; * 12. Oktober 1979 in Kiew) ist ein ehemaliger ukrainischer Radrennfahrer.
Maksym Rudenko gewann 2003 eine Etappe beim Giro della Regione Friuli Venezia Giulia, wurde dort Dritter der Gesamtwertung und wurde auch Dritter bei der ukrainischen Straßenradmeisterschaft. Später fuhr er für Marlux-Wincor Nixdorf als Stagiaire und wurde dort 2004 Profi. In seinem ersten Profijahr startete beim Giro d’Italia, wo er sieben Mal unter die besten 20 einer Etappe kam; beste Platzierung war ein achter Platz. Im Jahr darauf fuhr Rudenko für Jartazi Granville, Ceramica Flaminia und ab 2007 für Cinelli-Endeka-OPD.

## Erfolge
2003
- eine Etappe Giro della Regione Friuli Venezia Giulia

## Teams
- 2003 Marlux-Wincor Nixdorf (Stagiaire)
- 2004 Chocolade Jacques-Wincor Nixdorf
- 2005 Jartazi Granville
- 2006 Ceramica Flaminia
- 2007 Cinelli-Endeka-OPD